# 格塞斯
格塞斯是德国巴伐利亚州的一个市镇。总面积9.90平方公里，总人口1283人，其中男性619人，女性664人（2011年12月31日），人口密度130人/平方公里。